# Birdy (album Birdy)
Birdy è il primo album della cantante britannica omonima, pubblicato il 4 novembre 2011 dalle etichette 14th Floor Records e Atlantic Records.

## Tracce
1. 1901 – 5:11 (Thomas Mars)
2. Skinny Love – 3:23 (Justin Vernon)
3. People Help the People – 4:16 (Simon Aldred)
4. White Winter Hymnal – 2:17 (Robin Pecknold)
5. The District Sleeps Alone Tonight – 4:44 (Ben Gibbard, Jimmy Tamborello)
6. I'll Never Forget You – 3:47 (Francis Farewell Starlite)
7. Young Blood – 4:04 (Thomas Powers, Alisa Xayalith, Aaron Short)
8. Shelter – 3:44 (Romy Madley Croft, Oliver Sim, Jamie Smith)
9. Fire and Rain – 3:07 (James Taylor)
10. Without a Word – 4:46 (Birdy)
11. Terrible Love – 4:43 (Matt Berninger, Aaron Dessner)

Tracce bonus nell'edizione deluxe
1. Comforting Sounds – 8:57 (Jonas Bjerre, Johan Wohlert, Bo Madsen, Silas Jørgensen)
2. Farewell and Goodnight – 2:02 (James Iha)
3. People Help the People (RAK Studios Session) – 4:17 (Aldred)

## Classifiche

### Classifiche settimanali
| Classifica (2011-12)      | Posizione massima |
| ------------------------- | ----------------- |
| Australia                 | 29                |
| Austria                   | 25                |
| Belgio (Fiandre)          | 1                 |
| Belgio (Vallonia)         | 2                 |
| Canada                    | 33                |
| Paesi Bassi               | 1                 |
| Francia                   | 7                 |
| Germania                  | 37                |
| Irlanda                   | 40                |
| Italia                    | 56                |
| Polonia                   | 13                |
| Scozia                    | 18                |
| Svizzera                  | 24                |
| Regno Unito               | 13                |
| Stati Uniti               | 62                |
| Stati Uniti (Rock)        | 15                |
| Stati Uniti (Alternativa) | 12                |

### Classifiche di fine anno
| Classifica (2011) | Posizione |
| ----------------- | --------- |
| Belgio (Fiandre)  | 74        |
| Paesi Bassi       | 42        |

## Date di pubblicazione
| Paese       | Data di pubblicazione | Etichetta                            |
| ----------- | --------------------- | ------------------------------------ |
| Belgio      | 4 novembre 2011       | Warner Music                         |
| Irlanda     | 4 novembre 2011       | 14th Floor Records, Atlantic Records |
| Regno Unito | 7 novembre 2011       | 14th Floor Records, Atlantic Records |
| Paesi Bassi | 11 novembre 2011      | Warner Music                         |
| Stati Uniti | 20 marzo 2012         | Warner Bros. Records                 |
| Germania    | 23 marzo 2012         | Warner Music                         |
| Polonia     | 26 marzo 2012         | Warner Music                         |
| Australia   | 20 aprile 2012        | Warner Music                         |
| Francia     | 30 aprile 2012        | Warner Music                         |